# أمراء أشتوريش
أميرة أشتوريش أو أمير أشتوريش (بالإسبانية: Príncipe de Asturias) (الأستورية:Príncipe d'Asturies) هو اللقب الوريث العرش الإسباني حيث تم الاعتراف به في الدستور 1978، وكان في السابق لقب وريث تاج قشتالة، الوريثة العرش الحالية هي ليونور منذ عام 2014 هي ابنة الملك فيليبي السادس، بإضافة إلى الألقاب الأخرى من ممالك التي شكلت إسبانيا في السابق من أميرة فيانا لـ (نافارا)، وأميرة جرندة لـ (أراغون)، ودوقة مونتبلانك لـ (كتالونيا)، وكونتيسة سرفيرا لـ (فالنسيا)، وليدي بالاغوار لـ (مايوركا).
الديكتاتور العسكري فرانسيسكو فرانكو عندما عين خوان كارلوس دي بوربون خليفته في عام 1969 أعطاه لقب جديد هو أمير إسبانيا، بدلاً من اللقب التقليدي أمير أشتوريش.
عندما كان فيليبي أمير أشتوريش أسس جائزة تعرف بـ جائزة أمير أستورياس، وهي الآن من نصيب أميرة أشتوريش.

## تاريخ
بعد وفاة الملك بيدرو ملك قشتالة عام 1369 واجهت المملكة العديد من حروب أهلية نازع فيها المطالب الإنجليزي جون غونت اثنين من ملوك آل تراستامارا على التوالي إنريكي الثاني وابنه خوان الأول بعد عقدين من صراعات بدرجات متفاوتة، وصلت الأطراف إلى تسوية من خلال الزواج في المستقبل إنريكي الثالث (1379-1406) من كاتالينا لانكاستر ابنة جون غونت في 1388، كجزء من ("إتفاقية بايون") وأصبحا الزوجين الشابين الأمير والأميرة أشتوريش على غرار أمير ويلز في إنجلترا، كان اللقب وريث لعرش قشتالة.
في السنوات الأولى كان الأمير يحكم أشتورية كممثل لملك، بحيث كان قادراً على تعيين القضاة ورؤساء البلديات، ولكن في عهد الملوك الكاثوليك اقتصروا نطاق اللقب على مجرد لقب الفخري، وأيد هذا القرار من قبل ملوك هابسبورغ وبوربون ولا زال مستمر حتى يومنا هذا.
في عام 1714 اعترفت مراسيم نويفا بلانتا على اللقب بحيث أصبح اللقب الوريث الإسباني الوحيد، بحيث تم إلغاء جميع الألقاب الورثة في الممالك الأخرى، وأيضا في 1969 تم استعاضة عنه باللقب جديد، ولكن مع دستور 1978 رجع مرة أخرى وأيضا أكد الدستور على رجوع الألقاب الورثة أخرى التي تم إلغائها في 1714.

## قائمة حاملين اللقب
| الصورة           | الاسم                                | الوريث لـ                                         | من          | حتى       | حتى | الزوج/ة                                             |
| الصورة           | الاسم                                | الوريث لـ                                         | من          | السنة     | ملاحظة | الزوج/ة                                             |
| ---------------- | ------------------------------------ | ------------------------------------------------- | ----------- | --------- | --- | --------------------------------------------------- |
|                  | إنريكي القشتالي (1379–1406)          | خوان الأول (والد)                                 | 1388        | 1390      | هو أول أمير أشتوريش وأيضا اعتلى العرش باسم إنريكي الثالث                                                                                                | كاتالينا الإنجليزية                                 |
|                  | ماريا القشتالية (1401–1458)          | إنريكي الثالث (والد)                              | 1402        | 1405      | تم إزاحتها بعد ولادة شقيقها. لاحقا: ملكة أراغون ونابولي القرينة بزواجها من ألفونسو الخامس.                                                              | -                                                   |
|                  | خوان القشتالي (1405–1454)            | إنريكي الثالث (والد)                              | 1405        | 1406      | اعتلى العرش باسم خوان الثاني. | -                                                   |
|                  | كاتالينا القشتالية (1422–1424)       | خوان الثاني (والد)                                | 1423        | 1424      | توفيت | -                                                   |
|                  | ليونور القشتالية (1423–1425)         | خوان الثاني (والد)                                | 1424        | 1425      | تم ازاحتها بعد ولادة شقيقها. | -                                                   |
|                  | إنريكي القشتالي (1425–1474)          | خوان الثاني (والد)                                | 1425        | 1454      | اعتلى العرش باسم إنريكي الرابع. | انفانتا بلانكا الأراغونية                           |
|                  | خوانا القشتالية (1462–1530)          | إنريكي الرابع (الوالد)                            | 1462        | 1464ّّّ      | حرمت لصالح عمها | -                                                   |
|                  | ألفونسو القشتالي (1453–1468)         | إنريكي الرابع (أخ غير الشقيق)                     | 1465        | 1468      | توفي | -                                                   |
|                  | إيزابيلا القشتالية (1451–1504)       | إنريكي الرابع (أخ غير الشقيق)                     | 1468        | 1470      | حرمت لصالح ابنة أخيه. أيضا: ملكة صقلية القرينة. لاحقا: اعتلت العرش باسم إيزابيلا الأولى.                                                                | إنفانتي فرناندو الأراغوني                           |
|                  | خوانا القشتالية (1462–1530)          | إنريكي الرابع (والد)                              | 1470        | 1474      | حُرمت. لاحقا: ملكة البرتغال القرينة بزواجها من أفونسو الخامس                                                                                             | -                                                   |
|                  | إيزابيلا الأراغونية (1470–1498)      | إيزابيلا الأولى (والدة)                           | 1476        | 1480      | تم ازاحتها بعد ولادة شقيقها. لاحقا: أميرة البرتغال من خلال زواجها من أفونسو أفيس                                                                        | -                                                   |
|                  | خوان الأراغوني (1478–1497)           | إيزابيلا الأولى (والدة)                           | 1480        | 1497      | توفي | مارغريت النمساوية                                   |
|                  | إيزابيلا الأراغونية (1470–1498)      | إيزابيلا الأولى (والدة)                           | 1498        | 1498      | توفيت أيضا: ملكة البرتغال القرينة | مانويل الأول ملك البرتغال                           |
|                  | ميغيل البرتغالي (1498–1500)          | إيزابيلا الأولى (جدة)                             | 1499        | 1500      | توفي أيضا: أمير البرتغال | -                                                   |
|                  | خوانا الأراغونية (1479–1555)         | إيزابيلا الأولى (والدة)                           | 1502        | 1504      | اعتلت العرش باسم خوانا | فيليب الرابع دوق برغونية                            |
|                  | كارلوس النمساوي (1500–1558)          | خوانا (والدة)                                     | 1504        | 1516      | اعتلى العرش باسم كارلوس الأول. | -                                                   |
|                  | فيليبي النمساوي (1527–1598)          | كارلوس الأول وخوانا (والد وجدة)                   | 1528        | 1556      | اعتلى العرش باسم فيليبي الثاني، أيضا: ملك إنجلترا من خلال الزواج                                                                                        | ماريا مانويلا البرتغالية - ماري الأولى ملكة إنجلترا |
|                  | كارلوس النمساوي (1545–1568)          | فيليبي الثاني (والد)                              | 1560        | 1568      | توفي | -                                                   |
|                  | فرناندو النمساوي (1571–1578)         | فيليبي الثاني (والد)                              | 1573        | 1578      | توفي | -                                                   |
|                  | دييغو النمساوي (1575–1582)           | فيليبي الثاني (والد)                              | 1580        | 1582      | توفي أيضا: أمير البرتغال منذ 1581 | -                                                   |
|                  | فيليبي النمساوي (1578–1621)          | فيليبي الثاني (والد)                              | 1584        | 1598      | اعتلى العرش باسم فيليبي الثالث. | -                                                   |
|                  | آنا النمساوية (1661-1601)            | فيليبي الثالث (والد)                              | 1602        | 1605      | أُزيحت. لاحقا: ملكة فرنسا ونافارا من خلال زواجها من لويس الثالث عشر                                                                                      | -                                                   |
|                  | فيليبي النمساوي (1605–1665)          | فيليبي الثالث (والد)                              | 1608        | 1621      | اعتلى العرش باسم فيليبي الرابع. | إليزابيث البوربونية                                 |
|                  | بالتازار كارلوس النمساوي (1629–1646) | فيليبي الرابع (والد)                              | 1632        | 1646      | توفي | -                                                   |
|                  | فيليبي بروسبيرو النمساوي (1657–1661) | فيليبي الرابع (والد)                              | 1658        | 1661      | توفي | -                                                   |
|                  | كارلوس النمساوي (1661–1700)          | فيليبي الرابع (والد)                              | 1661        | 1665      | اعتلى العرش باسم كارلوس الثاني. | -                                                   |
|                  | خوسيه فرناندو (1699-1692)            | كارلوس الثاني                                     | 1698        | 1699      | توفي | -                                                   |
|                  | لويس (1707–1724)                     | فيليبي الخامس (والد)                              | 1709        | 1724      | اعتلى العرش باسم لويس الأول. | لويزا إليزابيث الأورليانية                          |
|                  | فرناندو (1713–1759)                  | فيليبي الخامس (والد)                              | 1724        | 1746      | اعتلى العرش باسم فرناندو السادس. | باربارا البرتغالية                                  |
|                  | كارلوس (1748–1819)                   | كارلوس الثالث (والد)                              | 1760        | 1788      | اعتلى العرش باسم كارلوس الرابع | ماريا لويزا البارمية                                |
|                  | فرناندو (1784–1833)                  | كارلوس الرابع (والد)                              | 1789        | 1808      | اعتلى العرش باسم فرناندو السابع. | ماريا أنطونيا من نابولي وصقلية                      |
|                  | إيزابيلا (1830–1904)                 | فرناندو السابع (والد)                             | 1830 (1833) | 1833      | اعتلت العرش باسم إيزابيلا الثانية. | -                                                   |
|                  | إيزابيلا (1851–1931)                 | إيزابيلا الثانية (والدة)                          | 1851        | 1857      | تم ازاحتها بسبب ولادة شقيقها. | -                                                   |
|                  | ألفونسو (1857–1885)                  | إيزابيلا الثانية (والدة)                          | 1857        | 1868      | تنازلت الوالدة. لاحقا: اعتلى العرش باسم ألفونسو الثاني عشر.                                                                                             | -                                                   |
|                  | مانويل فيليبرتو السّافوي (1869–1931)  | أماديو (والد)                                     | 1871        | 1873      | تنازل الوالد | -                                                   |
|                  | إيزابيلا (1851–1931)                 | ألفونسو الثاني عشر (أخ)                           | 1875        | 1880      | أُزيحت | -                                                   |
|                  | ماريا دي لاس مرسيدس (1880–1904)      | ألفونسو الثاني عشر (والد) ألفونسو الثالث عشر (أخ) | 1880 1886   | 1885 1904 | أزيحت | الأمير كارلوس دي بوربون-الصقليتان                   |
|                  | ألفونسو (1907–1938)                  | ألفونسو الثالث عشر (والد)                         | 1907        | 1933      | تخلى عن حقه. | إديلميرا مارتا                                      |
|                  | خوان (1913–1993)                     | ألفونسو الثالث عشر (والد)                         | 1933        | 1941      | اعترف به كوريث لعرش الإسباني وحمل لقب في منفى من 21 يونيو 1933، ولكنه فضل استخدام لقب كونت برشلونة، تخلى عن حقه لصالح ابنه خوان كارلوس في 14 مايو 1977. | ماريا من بوربون-الصقليتين                           |
|                  | خوان كارلوس (1941-)                  | ألفونسو الثالث عشر (جده)                          | 1941        | 1975      | اعتلى العرش باسم خوان كارلوس الأول. | صوفيا من اليونان والدانمارك                         |
| فرانسيسكو فرانكو | خوان كارلوس (1941-)                  | 1969                                              | 1975        |           | اعتلى العرش باسم خوان كارلوس الأول. | صوفيا من اليونان والدانمارك                         |
|                  | فيليبي (1968–)                       | خوان كارلوس الأول (والد)                          | 1977        | 2014      | اعتلى العرش باسم فيليبي السادس. | ليتيزيا الإسبانية                                   |
|                  | ليونور (2005–)                       | فيليبي السادس (والد)                              | 2014        | حتى الآن  | | -                                                   |